# Futbol'ny Klub Dnjapro Mahiliou
El Futbol'ny Klub Dnjapro Mahiliou, en belarús ФК Дняпро Магілёў, en rus FK Dnepr Mogilev, ФК Днепр Могилёв, és un club de futbol belarús de la ciutat de Mahiliou.

## Història
El club va ser fundat el 4 de gener de 1960.

### Evolució del nom
- 1960: fundat com a Khimik Mogilev
- 1963: reanomenat Spartak Mogilev
- 1973: reanomenat Dnepr Mogilev
- 1998: fusió amb FC Transmash Mogilev formant el Dnjapro-Transmash Mahiliou
- 2006: reanomenat FC Dnjapro

## Palmarès
- Lliga belarussa de futbol:
  - 1998[1]

## Dnjapro a Europa
| Temporada | Competició                   | Ronda    |                 | Club            | Anada   | Tornada |
| --------- | ---------------------------- | -------- | --------------- | --------------- | ------- | ------- |
| 1995      | Copa Intertoto de la UEFA    | Grup 8   | FR Yugoslavia   | Bečej           | 2-1 (C) |         |
| 1995      | Copa Intertoto de la UEFA    | Grup 8   | Polònia         | Pogoń Szczecin  | 3-3 (F) |         |
| 1995      | Copa Intertoto de la UEFA    | Grup 8   | França          | Cannes          | 2-2 (C) |         |
| 1995      | Copa Intertoto de la UEFA    | Grup 8   | Romania         | Farul Constanţa | 0-2 (F) |         |
| 1998      | Copa Intertoto de la UEFA    | 1R       | Hongria         | Debrecen        | 2-4 (C) | 0-6 (F) |
| 1999-00   | Lliga de Campions de la UEFA | 2R       | Suècia          | AIK             | 0-1 (C) | 0-2 (F) |
| 2000      | Copa Intertoto de la UEFA    | 1R       | Dinamarca       | Silkeborg       | 2-1 (C) | 2-1 (F) |
| 2000      | Copa Intertoto de la UEFA    | 2R       | República Txeca | Chmel Blšany    | 2-6 (F) | 0-2 (C) |
| 2010-2011 | UEFA Europa League           | 1Q       | Albània         | Laçi            | 1-1 (F) | 7-1 (C) |
| 2010-2011 | UEFA Europa League           | 2Q       | Noruega         | Stabæk          | 2-2 (F) | 1-1 (C) |
| 2010-2011 | UEFA Europa League           | 3Q       | República Txeca | Baník Ostrava   | 1-0 (C) | 2-1 (F) |
| 2010-2011 | UEFA Europa League           | Play-off | País Valencià   | Vila-real       | 0-5 (F) | 1-2 (C) |